# Шкала Бортля
Шкала Бортля (англ. Bortle scale) — девятиуровневая шкала яркости ночного неба в определённом месте. Она количественно определяет астрономическую наблюдаемость небесных объектов и помех, вызванных световым загрязнением. Джон Э. Бортль создал шкалу и опубликовал её в журнале Sky & Telescope в феврале 2001 года, чтобы, во-первых, помочь астрономам-любителям оценить темноту места наблюдения, а во-вторых, сравнить темноту наблюдательных мест. Шкала построена от Класса 1, самого тёмного неба на Земле, до Класса 9 — неба центра города. Она даёт несколько критериев для каждого уровня предельной звёздной величины, видимой невооружённым глазом (англ. naked-eye limiting magnitude (NELM)). Точность и полезность шкалы были поставлены под сомнение в недавних исследованиях. Следует понимать, что шкала была создана любителем для любителей, и требовать многого от неё нельзя.
В приведённой ниже таблице представлены описания классов шкалы Бортля:
| Класс | Краткое описание                                              | NELM      | SQM (зв. вел/кв.сек) | Описание |
| ----- | ------------------------------------------------------------- | --------- | -------------------- | --- |
| 1     | Идеально-тёмное небо (англ. Excellent dark-sky site)          | 7.6m−8.0m | >21.99               | - Облака Млечного Пути в Скорпионе и Стрельце отбрасывают тени на Землю. - Зодиакальный свет, противосияние, зодиакальный пояс видны целиком. - В 32-см телескоп можно видеть звёзды 17,5m, тогда как 50-см инструмент покажет звёзды 19m. - Присутствие в небе Венеры или Юпитера ухудшает темновую адаптацию глаз. - Собственное свечение атмосферы очевидно. - Объекты на земле видны только в виде силуэтов. |
| 2     | Истинно-тёмное небо (англ. Typical truly dark site)           | 7,1m−7,5m | 21.99-21.89          | - Зодиакальный свет отчётливо жёлт и достаточно яркий, чтобы отбрасывать тени в сумерках и на рассвете. - Собственное свечение атмосферы может быть слабо видимым около горизонта. - Многие объекты Мессье и шаровые скопления видны невооружённым глазом. - Облака видны только как тёмные дыры на небе. - Летний Млечный Путь очень структурирован. - M33 и Уран в противостоянии легко видны невооружённым глазом. - В 30-см телескоп можно видеть звёзды 16m−17m. - Крупные объекты вблизи видны размыто. |
| 3     | Деревенское небо (англ. Rural sky)                            | 6,6m−7,0m | 21.89-21.69          | - Зодиакальный свет виден весной и осенью (когда он простирается на 60° от горизонта), цвет его различается с трудом. - Некоторое световое загрязнение на горизонте. - Облака могут быть слабо освещены возле горизонта — там, где небо ярче, — но над головой они тёмные. - Млечный путь ещё выглядит сложным. - Шаровые скопления, например, М4, М5, М15, М22, хорошо видны невооружённым глазом. M33 видна боковым зрением. - В 32-см телескоп можно видеть звёзды 16m. - Крупные отдаленные объекты видны размыто. |
| 4     | Деревенско-пригородное небо (англ. Rural/suburban transition) | 6.3m−6.5m | 20.8-21.69           | - Зодиакальный свет виден достаточно хорошо, но не простирается даже до половины небосвода в начале утренних и в конце вечерних сумерек. - Конусы засветки отчётливо видны над населёнными пунктами в нескольких направлениях. - Облака над источником засветки освещены, но над головой всё ещё тёмные. - Млечный путь высоко над горизонтом выглядит впечатляюще, но в нём мало что различается за исключением самых заметных структур. - M33 и Уран в противостоянии едва видны боковым зрением и обнаруживается только при высоте более 50°. - В 32-см телескоп можно видеть звёзды 15,5m. - Далекие крупные объекты отчетливо видны |
| 4.5   | Переходное небо (англ. Semi-Suburban/Transition sky )         | 6.1m-6.3m | 20.4-20.8            | - Облака имеют сероватое свечение в зените и кажутся яркими в направлении одного или нескольких конусов засветки - Млечный Путь виден размытым и выше 10–15 градусов над горизонтом. Тем не менее, Великий Разлом, когда он находится над головой и с хорошими условиями наблюдения, очевиден. - Несмотря на то, что виды ярких шаровых скоплений через 25-см телескоп поразительны, внешние области галактик трудно или невозможно увидеть. - Предельная звездная величина с 32-см телескопом составляет 15,2m |
| 5     | Пригородное небо (англ. Suburban sky)                         | 5,6m−6,0m | 19.50-20.4           | - Даже в самые лучшие весенние и осенние ночи виден только намёк на зодиакальный свет. - Источники света видны почти во всех направлениях. - На большей части или даже на всём небе облака заметно ярче фона. - Млечный путь очень слаб, невидим вблизи горизонта и с трудом различается над головой. - В 32-см телескоп можно видеть звёзды 14,5m−15,5m. |
| 6     | Засвеченное пригородное небо (англ. Bright suburban sky)      | 5.1m−5.5m | 18.94-19.50          | - Даже в лучшие ночи не видно никаких признаков зодиакального света. - Млечный путь просматривается только в зените. - Небо до высоты в 35° над горизонтом белесоватое. - Облака по всему небу довольно яркие. - М33 невозможно найти без бинокля, М31 с трудом видна невооружённым глазом. - В 32-см телескоп можно видеть звёзды 14,0m−14,5m. |
| 7     | Пригородное/городское небо (англ. Suburban/urban transition)  | 4,6m−5,0m | 18.94-18.38          | - Фон неба имеет неопределённый серовато-белый оттенок. - Яркие источники света видны во всех направлениях. - Млечный путь практически не виден. - Облака ярко освещены. - M44 с трудом наблюдается невооружённым глазом. - Даже в средние телескопы объекты Мессье — лишь бледные призраки их реального вида. - В 32-см телескоп едва можно видеть звёзды 14,0m−14,5m. |
| 8     | Городское небо (англ. City sky)                               | 4,1m−4,5m | <18.38               | - Небо белёсое или рыжеватое, без труда читаются заголовки газет. - Даже в хорошие ночи опытный наблюдатель едва видит М31 и М44. - В небольшие телескопы можно отыскать только самые яркие объекты каталога Мессье. - Некоторые звёзды, которые должны образовывать знакомые контуры созвездий, едва видны или отсутствуют вообще. - В 32-см телескоп едва можно видеть звёзды 13,0m. - Заголовки газет легко видны глазом. |
| 9     | Небо городского центра (англ. Inner-city sky)                 | 4,0m      | <18.38               | - Всё небо ярко освещено, даже в зените. - Многие из звёзд, образующих знакомые созвездия, не видны, а слабые созвездия, такие как Рак и Рыбы, не видны совсем. - Кроме, возможно, Плеяд, никакие объекты Мессье невооружённым глазом не видны. - Единственные небесные объекты, на которые приятно смотреть в телескоп, — это Луна, планеты и несколько звёздных скоплений (если их удастся найти). |